# Nazaire et Barnabé

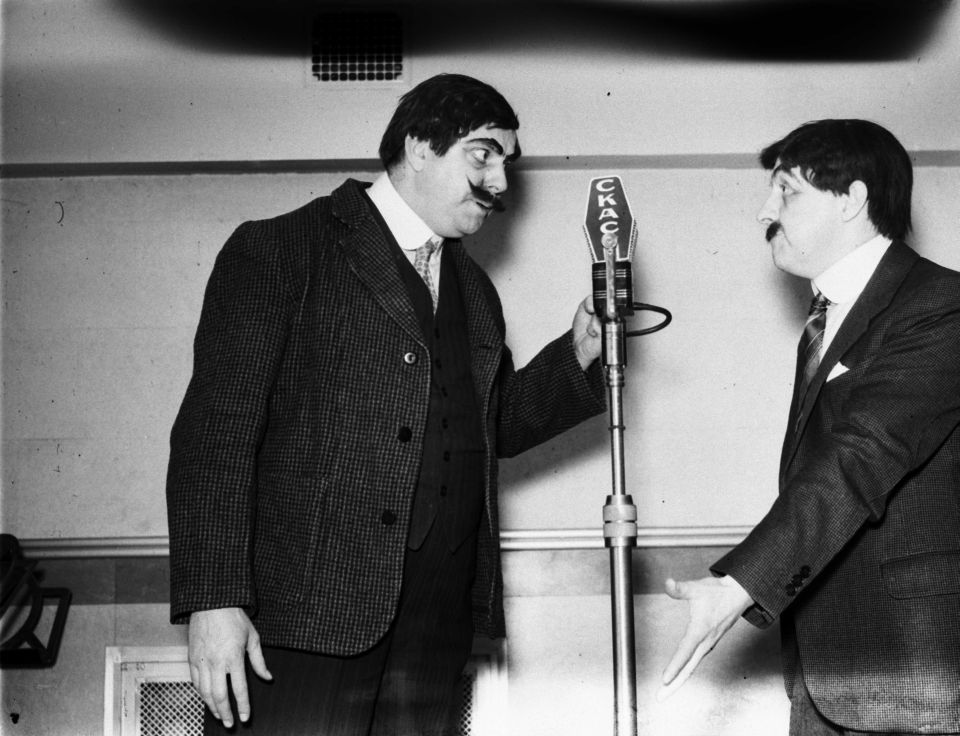
Nazaire et Barnabé en ondes dans les studios de CKAC

Nazaire et Barnabé fut un feuilleton radiophonique québécois de type humoristique fort populaire.
Écrit par Ovila Légaré, il fut diffusé pendant vingt ans (soit du 9 janvier 1939 au 30 mai 1958) sur les ondes de CKAC.

## Synopsis
Le feuilleton radiophonique Nazaire et Barnabé décrit, sur un ton d'humour absurde la pauvreté d'un groupe de Montréalais, "émigrés" en Abitibi pour coloniser un petit village (Casimirville).  
Nazaire et Barnabé est la chronique d'une colonisation nordique où se débatent une quinzaine de personnages, tous interprétés par deux seuls comédiens contrefaisants leurs voix. Le rythme de l'émission était soutenu, construit autour de sketches humoristiques.
Ce feuilleton radiophonique, phénomène unique pour l'époque, se situe dans un village du nord-québécois à construire où l'on ne trouve ni femme ni aucune trace de religion: c'est un village sans famille et sans curé.  Le succès de Nazaire et Barnabé s’est aussi étendu à la bande dessinée québécoise. Entre 1918 et 1988, le dessinateur Nangam a illustré les aventures de ces personnages, inscrivant leur héritage dans la culture populaire. L’histoire du feuilleton s’apparente à une chronique de la colonisation nordique, où les protagonistes luttaient contre diverses épreuves de la vie quotidienne.

## Impact de l'émission
L’émission s’inscrit dans un contexte plus large de l’essor de la radio au Québec, notamment avec l’ouverture de CKAC en 1922, fondée par Jean-Narcisse Cartier, comme vu en classe, qui a joué un rôle central dans la diffusion de ce genre de productions. Aujourd’hui, Nazaire et Barnabé demeure un symbole marquant du patrimoine radiophonique québécois.

## Scénario et réalisation
- Ovila Légaré

## Distribution
- Ovila Légaré
- Georges Bouvier

## Source
- Pierre Pagé, Histoire de la radio au Québec, Fides, 2007
- Pierre Pagé, Le comique et l'humour à la radio québécoise, Volume I, Fides, 1976, p.467-468